# Centro Cultural Oscar Niemeyer (Duque de Caxias)
O Centro Cultural Oscar Niemeyer é um centro cultural localizado na Praça do Pacificador, s/n, no Centro de Duque de Caxias, no Rio de Janeiro, no Brasil. Foi projetado por Oscar Niemeyer. É formado pelo Teatro Municipal Raul Cortez e pela Biblioteca Pública Municipal Leonel de Moura Brizola.

## Biblioteca Municipal Leonel de Moura Brizola
Foi inaugurada em setembro de 2004. Possui dois andares, sendo um deles dedicado exclusivamente ao público infantojuvenil. Possui um auditório com capacidade para trinta pessoas.

## Teatro Municipal Raul Cortez
Foi inaugurado em setembro de 2006. Oferece 440 lugares cobertos, mas o palco é reversível de modo a que o espetáculo possa ser assistido também pelo público na praça do lado de fora do teatro.